# Wilhelm Bechtolsheimer
Wilhelm „Willi“ Bechtolsheimer (* 3. Februar 1911; † 6. Januar 1995) war ein deutscher Kommunalpolitiker (SPD), unter anderem Bürgermeister von Alzey.

## Werdegang
Bechtolsheimer war in den Jahren 1946/47 Landrat des Landkreises Alzey und von 1949 bis 1973 Bürgermeister der Stadt Alzey. Er hatte einige Aufsichtsratsmandate und war Rotarier.

## Ehrungen
- 1973: Verdienstkreuz 1. Klasse der Bundesrepublik Deutschland[2]
- 1973: Ehrenbürger der Stadt Alzey